# Чемпионат мира по стрельбе 1974
Чемпионат мира по стрельбе 1974 года прошёл в Швейцарии: соревнования по пулевой стрельбе проходили в Туне, а соревнования по стендовой стрельбе — в Берне.

## Общий медальный зачёт
| Место | Страна       | Золото | Серебро | Бронза | Всего |
| ----- | ------------ | ------ | ------- | ------ | ----- |
| 1     | СССР         | 23     | 11      | 8      | 42    |
| 2     | США          | 15     | 15      | 11     | 41    |
| 3     | Польша       | 3      | 2       | 2      | 7     |
| 4     | ФРГ          | 2      | 4       | 5      | 11    |
| 5     | Франция      | 2      | 0       | 2      | 4     |
| 6     | Чехословакия | 1      | 5       | 4      | 10    |
| 7     | Болгария     | 1      | 2       | 1      | 4     |
| 7     | Румыния      | 1      | 2       | 1      | 4     |
| 8     | Финляндия    | 1      | 1       | 2      | 4     |
| 9     | Канада       | 1      | 0       | 0      | 1     |
| 9     | Колумбия     | 1      | 0       | 0      | 1     |
| 9     | ЮАР          | 1      | 0       | 0      | 1     |
| 10    | ГДР          | 0      | 2       | 2      | 4     |
| 11    | Италия       | 0      | 2       | 1      | 3     |
| 12    | Швейцария    | 0      | 1       | 4      | 5     |
| 13    | Швеция       | 0      | 1       | 3      | 4     |
| 14    | Австрия      | 0      | 1       | 2      | 3     |
| 14    | Норвегия     | 0      | 1       | 2      | 3     |
| 15    | Венгрия      | 0      | 1       | 1      | 2     |
| 16    | Югославия    | 0      | 1       | 0      | 1     |
| 17    | Австралия    | 0      | 0       | 1      | 1     |
| Всего | Всего        | 22     | 22      | 22     | 66    |

## Медалисты

### Мужчины
Винтовка
| Дисциплина                                    | Золото                                                                                  | Серебро                                                                          | Бронза                                                                      |
| --------------------------------------------- | --------------------------------------------------------------------------------------- | -------------------------------------------------------------------------------- | --------------------------------------------------------------------------- |
| Винтовка с трёх позиций, 50 метров            | Джон Райтер                                                                             | Лоунс Виджджер                                                                   | Лэнни Бэсшэм                                                                |
| Винтовка с трёх позиций, 50 метров (команды)  | США                                                                                     | СССР                                                                             | ФРГ                                                                         |
| Винтовка лёжа, 50 метров                      | Карел Булан                                                                             | Хелге Эдвин Анхусхауг                                                            | Вольфрам Вайбель                                                            |
| Винтовка лёжа, 50 метров (команды)            | Финляндия · Юуко Ильмари Хиеталахти · Паули Аапели Янхонен · Эса Кервинен · Лейф Лаюнен | США · Виктор Ауэр · Пресли Кендалл · Маргарет Мёрдок · Лоунс Виджджер            | Чехословакия · Карел Бусан · Пётр Коварик · К.Скыба · Иржи Воглер           |
| Винтовка с колена, 50 метров                  | Виталий Пархимович                                                                      | Яакко Минккинен                                                                  | Джон Райтер                                                                 |
| Винтовка с колена, 50 метров (команды)        | СССР · А.Булгаков · Геннадий Лущиков · Александр Митрофанов · Виталий Пархимович        | США · Лэнни Бэсшэм · Джон Райтер · Маргарет Мёрдок · Лоунс Виджджер              | ФРГ Вольфганг Руэле Бернд Клингнер Готтфрид Кустерман Клаус Церингер        |
| Винтовка стоя, 50 метров                      | Лоунс Виджджер                                                                          | Герхард Кримбахер                                                                | Лэнни Бэсшэм                                                                |
| Винтовка стоя, 50 метров (команды)            | США · Лэнни Бэсшэм · Джон Райтер · Маргарет Мёрдок · Лоунс Виджджер                     | СССР · А.Булгаков · Геннадий Лущиков · Александр Митрофанов · Виталий Пархимович | Венгрия · Ласло Хаммерль · Шандор Надь · Лайош Папп · Ференц Петровач       |
| Винтовка с трёх позиций, 300 метров           | Лэнни Бэсшэм                                                                            | Джон Фостер                                                                      | Макс Хюрцелер                                                               |
| Винтовка с трёх позиций, 300 метров (команды) | США · Лэнни Бэсшэм · Джон Райтер · Джон Фостер · Лоунс Виджджер                         | СССР · Владимир Агишев · Геннадий Лущиков · Валентин Корнев · Борис Мельник      | Швейцария · Макс Хюрцелер · Шарль Жерман · Мартин Труттман · Эрвин Фогт     |
| Винтовка лёжа, 300 метров                     | Лэнни Бэсшэм                                                                            | Удо Вундерлих                                                                    | Лоунс Виджджер                                                              |
| Винтовка лёжа, 300 метров (команды)           | США · Лэнни Бэсшэм · Джон Райтер · Джон Фостер · Лоунс Виджджер                         | СССР · Владимир Агишев · Геннадий Лущиков · Валентин Корнев · Борис Мельник      | Швейцария · Макс Хюрцелер · Шарль Жерман · Мартин Труттман · Эрвин Фогт     |
| Винтовка с колена, 300 метров                 | Джон Фостер                                                                             | Макс Хюрцелер                                                                    | Еугениуш Пендзиш                                                            |
| Винтовка с колена, 300 метров (команды)       | Польша · Юзеф Ботвин · Хенрик Горский · Еугениуш Пендзиш · Анджей Селедцов              | США · Лэнни Бэсшэм · Джон Райтер · Джон Фостер · Лоунс Виджджер                  | СССР · Владимир Агишев · Геннадий Лущиков · Валентин Корнев · Борис Мельник |
| Винтовка стоя, 300 метров                     | Лэнни Бэсшэм                                                                            | Джон Фостер                                                                      | Владимир Агишев                                                             |
| Винтовка стоя, 300 метров (команды)           | США · Лэнни Бэсшэм · Джон Райтер · Джон Фостер · Лоунс Виджджер                         | СССР · Владимир Агишев · Геннадий Лущиков · Валентин Корнев · Борис Мельник      | Чехословакия · Карел Булан · Пётр Коварик · Либор Курка · К.Скыба           |

Стандартная винтовка
| Дисциплина                                     | Золото                                                                                | Серебро                                                                     | Бронза                                                                       |
| ---------------------------------------------- | ------------------------------------------------------------------------------------- | --------------------------------------------------------------------------- | ---------------------------------------------------------------------------- |
| 300 метров                                     | Дэвид Кимс                                                                            | Лоунс Виджджер                                                              | Джон Фостер                                                                  |
| 300 метров (команды)                           | США · Дэвид Бойд · Дэвид Кимс · Джон Фостер · Лоунс Виджджер                          | СССР · Владимир Агишев · Геннадий Лущиков · Валентин Корнев · Борис Мельник | Чехословакия · Карел Булан · Пётр Коварик · Антонин Шварц · Франтишек Прокоп |
| Стрельба из трёх позиций, 300 метров           | Херман Зауэр                                                                          | Уто Вундерлих                                                               | Хелге Эдвин Анхусхауг                                                        |
| Стрельба из трёх позиций, 300 метров (команды) | СССР · Виталий Пархимович · Геннадий Лущиков · Сергей Райников · Александр Митрофанов | США · Лэнни Бэсшэм · Дэвид Крамер · Дэвид Кимс · Джон Райтер                | Норвегия · Хелге Эдвин Анхусхауг · О.Экдал · Харалд Стенвог · С.Сотберг      |

Пневматическая винтовка
| Дисциплина          | Золото                                                       | Серебро                                                     | Бронза                                                                           |
| ------------------- | ------------------------------------------------------------ | ----------------------------------------------------------- | -------------------------------------------------------------------------------- |
| 10 метров           | Еугениуш Пендзиш                                             | Лэнни Бэсшэм                                                | Дэвид Крамер                                                                     |
| 10 метров (команды) | ФРГ Франц Хамм Бернд Раммс Готтфрид Кустерман Вольфганг Рюле | США · Лэнни Бэсшэм · Дэвид Крамер · Э.Шумахер · Джон Райтер | Польша · Станислав Маруха · Еугениуш Пендзиш · Ромуальд Симионов · Анджей Трайда |

Пистолет
| Дисциплина          | Золото                                                               | Серебро                                                                   | Бронза                                                                     |
| ------------------- | -------------------------------------------------------------------- | ------------------------------------------------------------------------- | -------------------------------------------------------------------------- |
| 50 метров           | Георгий Запольских                                                   | Иван Неметы                                                               | Харальд Фолльмар                                                           |
| 50 метров (команды) | СССР · Юрий Алехин · Афанасий Кузьмин · Виктор Торшин · Михаил Зюбко | Чехословакия · Владимир Гарт · Гынек Громада · Иван Неметы · Милош Штефан | Австрия · Хуберт Гаршалл · Ханс-Петер Шмидт · Отмар Шнайдер · Хайнц Чабрун |

Скорострельный пистолет
| Дисциплина          | Золото                                                               | Серебро                                                                    | Бронза                                                |
| ------------------- | -------------------------------------------------------------------- | -------------------------------------------------------------------------- | ----------------------------------------------------- |
| 25 метров           | Альфред Радке                                                        | Хайнц Вайссенбергер                                                        | Виктор Торшин                                         |
| 25 метров (команды) | СССР · Юрий Алехин · Афанасий Кузьмин · Виктор Торшин · Михаил Зюбко | Чехословакия · Владимир Гарт · Владимир Гыка · Й.Катора · Любомир Нацовски | Вирджил Атанасиу Корнелиу Ион Марин Стан Марсел Роска |

Пистолет центрального боя
| Дисциплина          | Золото                                                                    | Серебро                                                         | Бронза                                                                |
| ------------------- | ------------------------------------------------------------------------- | --------------------------------------------------------------- | --------------------------------------------------------------------- |
| 25 метров           | Дан Иуга                                                                  | Фрэнсис Хиггинсон                                               | Гынек Громада                                                         |
| 25 метров (команды) | СССР · Григорий Косых · Георгий Запольских · Виктор Торшин · Михаил Зюбко | США · Бонни Хармон · Фрэнсис Хиггинсон · М.Власин · Бобби Тинер | Финляндия · Э.Кохвакка · Сеппо Макинен · Вяйнё Маркканен · Л.Рийтинки |

Стандартный пистолет
| Дисциплина          | Золото                                                                         | Серебро                                                                   | Бронза                                                       |
| ------------------- | ------------------------------------------------------------------------------ | ------------------------------------------------------------------------- | ------------------------------------------------------------ |
| 25 метров           | Виктор Торшин                                                                  | Бонни Хармон                                                              | Валерий Маргасов                                             |
| 25 метров (команды) | СССР · Валерий Маргасов · Афанасий Кузьмин · Виктор Торшин · Владимир Столыпин | Чехословакия · Владимир Гарт · Владимир Гыка · Гынек Громада · Милан Гыка | США · Марвин Блэк · Бонни Хармон · Бобби Тинер · Чарлс Вилер |

Пневматический пистолет
| Дисциплина          | Золото                                                                          | Серебро                                            | Бронза                                                                 |
| ------------------- | ------------------------------------------------------------------------------- | -------------------------------------------------- | ---------------------------------------------------------------------- |
| 10 метров           | Григорий Косых                                                                  | Корнелиу Ион                                       | Жан Фажжон                                                             |
| 10 метров (команды) | СССР · Анатолий Егрищин · Григорий Косых · Валерий Маргасов · Владимир Столыпин | ФРГ Хайнрих Фретвурст М.Дайхман В.Лабенски Д.Груэц | ГДР · Хельмут Артелет · Х.Ицурлиес · Маттиас Хёфлиц · Харальд Фолльмар |

Стрельба по движущейся мишени
| Дисциплина                                                                 | Золото                                                                         | Серебро                                                                 | Бронза                                                                        |
| -------------------------------------------------------------------------- | ------------------------------------------------------------------------------ | ----------------------------------------------------------------------- | ----------------------------------------------------------------------------- |
| 50 метров                                                                  | Хельмут Беллингродт                                                            | Валерий Постоянов                                                       | Александр Газов                                                               |
| 50 метров (команды)                                                        | СССР · Александр Газов · Яков Железняк · Александр Кедяров · Валерий Постоянов | ФРГ Гюнтер Данне Фридрих Кристоффер Вольфганг Хамбергер Кристоф Цайснер | США · Чарлз Дэвис · Арли Джоунс · Эдмунд Мёллер · Луис Теймер                 |
| Стрельба по мишени, движущейся с переменной скоростью, 50 метров           | Валерий Постоянов                                                              | Александр Кедяров                                                       | Александр Газов                                                               |
| Стрельба по мишени, движущейся с переменной скоростью, 50 метров (команды) | СССР · Александр Газов · Яков Железняк · Александр Кедяров · Валерий Постоянов | Венгрия · Тибор Боднар · Золтан Пеликан · Дьюла Сабо · Янош Секереш     | Швеция · Ларс Иварссон · Карл Карлссон · Пер-Андерс Лингман · Гуннар Свенссон |

Траншейный стенд
| Дисциплина           | Золото                                                         | Серебро                                                                             | Бронза                                                             |
| -------------------- | -------------------------------------------------------------- | ----------------------------------------------------------------------------------- | ------------------------------------------------------------------ |
| Личное первенство    | Мишель Каррега                                                 | Джорджо Розетти                                                                     | Сильвано Базаньи                                                   |
| Командное первенство | Франция · Жан-Жак Бо · Д.Лагарриг · Мишель Каррега · Р.Перейра | Италия · Сильвано Базаньи · Альберто Карнероли · Джорджо Розетти · Эннио Маттарелли | США · Кен Блэзи · Фрэнк Литтл · Джеймс Пойндекстер · Уолтер Зобелл |

Круглый стенд
| Дисциплина           | Золото                                                          | Серебро                                                                               | Бронза                                                   |
| -------------------- | --------------------------------------------------------------- | ------------------------------------------------------------------------------------- | -------------------------------------------------------- |
| Личное первенство    | Веслав Гавликовский                                             | Юрий Цуранов                                                                          | Маркус Ремес                                             |
| Командное первенство | СССР · Алик Алиев Владимир Андреев Юрий Цуранов · Тариэл Жгенти | Польша · Веслав Гавликовский · Пётр Новаковский · Хуберт Павловский · Ежи Тжасковский | США · А.Бантрок · А.Харрис · Джон Сэттервайт · В.Слэхука |

### Женщины
Винтовка
| Дисциплина                                   | Золото                                                | Серебро                                                     | Бронза                                                             |
| -------------------------------------------- | ----------------------------------------------------- | ----------------------------------------------------------- | ------------------------------------------------------------------ |
| Винтовка с трёх позиций, 50 метров           | Анка Пелова                                           | Нонка Шатарова                                              | Маргарет Мёрдок                                                    |
| Винтовка с трёх позиций, 50 метров (команды) | СССР · Кира Бойко · Татьяна Ратникова · Байба Зариня  | Болгария · Поликсена Канчева · Нонка Шатарова · Анка Пелова | ФРГ Элке Бекер Элизабет Балс Элизабет Бёмер                        |
| Винтовка лёжа, 50 метров                     | Маргарет Мёрдок                                       | Кристина Густаффсон                                         | Нонка Шатарова                                                     |
| Винтовка лёжа, 50 метров (команды)           | США · Ск. Хелбинг · Маргарет Мёрдок · Диана Циммерман | Югославия · Мирьяна Масик · Десанка Песут · Валерия Сабатка | Швеция · Маргарета Густаффсон · Кристина Густаффсон · Брита Ранинг |

Пневматическая винтовка
| Дисциплина          | Золото                                               | Серебро                                                           | Бронза                                      |
| ------------------- | ---------------------------------------------------- | ----------------------------------------------------------------- | ------------------------------------------- |
| 10 метров           | Татьяна Ратникова                                    | Кира Бойко                                                        | Байба Зариня                                |
| 10 метров (команды) | СССР · Кира Бойко · Татьяна Ратникова · Байба Зариня | Польша · Эльжбета Яник · Эльжбета Ковалевская · И.Вержбовска-Млот | ФРГ Элке Бекер Элизабет Балс Элизабет Бёмер |

Пистолет
| Дисциплина          | Золото                                                    | Серебро                                                               | Бронза                                                  |
| ------------------- | --------------------------------------------------------- | --------------------------------------------------------------------- | ------------------------------------------------------- |
| 25 метров           | Нина Столярова                                            | Галина Жарикова                                                       | Зинаида Симонян                                         |
| 25 метров (команды) | СССР · Нина Столярова · Галина Жарикова · Зинаида Симонян | Чехословакия · Тереза Богинска · Бедриска Гыкова · Катарина Пасторова | Австралия · Джудит Харрисон · Энид Ньютон · Глория Ваюз |

Пневматический пистолет
| Дисциплина          | Золото                                                    | Серебро                                    | Бронза                                     |
| ------------------- | --------------------------------------------------------- | ------------------------------------------ | ------------------------------------------ |
| 10 метров           | Зинаида Симонян                                           | Анишоара Матей                             | Нина Столярова                             |
| 10 метров (команды) | СССР · Зинаида Симонян · Нина Столярова · Галина Жарикова | США · Шэрон Бест · Барбара Хил · Руби Фокс | ФРГ Карин Фицнер Рут Кастен Ортруд Файкерт |

Траншейный стенд
| Дисциплина        | Золото          | Серебро    | Бронза         |
| ----------------- | --------------- | ---------- | -------------- |
| Личное первенство | Сьюзан Наттрасс | Одри Гроск | Франсуа Роброй |

Круглый стенд
| Дисциплина        | Золото            | Серебро         | Бронза         |
| ----------------- | ----------------- | --------------- | -------------- |
| Личное первенство | Лариса Корчинская | Саския Брикснер | Эвиор Меландер |